# Харпашешти (Јаши)
Харпашешти (рум. Hărpășești) насеље је у Румунији у округу Јаши у општини Попешти. Oпштина се налази на надморској висини од 118 m.

## Становништво
Према подацима из 2002. године у насељу је живело 893 становника, од којих су сви румунске националности.